# Agathosma elata
Agathosma elata är en vinruteväxtart som beskrevs av Otto Wilhelm Sonder. Agathosma elata ingår i släktet Agathosma och familjen vinruteväxter. Inga underarter finns listade i Catalogue of Life.